# Banca-Bilitom
Banca-Bilitom (em indonésio: Bangka-Belitung) é uma província da Indonésia que compreende duas ilhas principais, Banca e Bilitom, e diversas ilhas menores que se estendem do leste de Sumatra ao nordeste da província de Sumatra do Sul. O estreito de Banca separa Sumatra de Banca, enquanto que o estreito de Gaspar separa Banca de Bilitom. Ao norte está o mar da China Meridional; ao sul, o mar de Java; e a leste, a ilha de Bornéu, separada de Bilitom pelo estreito de Carimata.
A província integrava Sumatra do Sul até 2000, quando foi desmembrada, juntamente com Bantém e Gorontalo. Sua capital é Pangkal Pinang.
Há uma grande atividade mineradora nas ilhas, que representa a maior produção de estanho da Indonésia.